# 罪恶之城 (电影)
是一部改编自黑馬漫畫的美國电影，由罗伯特·罗德里格兹、弗兰克·米勒导演，並邀請昆汀·塔倫提諾擔任特別客座導演，讓他導了一幕戲。於2005年上映，本片是一部黑白片，片中部分鏡頭仍带有色彩。影片中带有諸多暴力鏡頭。
電影上映九年後，續集《萬惡城市2：紅顏奪命》於2014年推出。

## 演员

### 顾客永远是對的（The Customer is Always Right）
- 喬許·哈奈特 — 那男人
- 玛莉·雪登 — 顾客

### 忍着泪说再见（The Hard Goodbye）
- 米基·洛克 - 马弗
- 伊利亚·伍德 - 凯文
- 卡拉·古奇诺 — Lucille
- 洁米·金 — 葛蒂／温蒂
- 鲁特格尔·哈尔 — 洛克主教
- 弗兰克·米勒 - 牧师

### 大屠杀（The Big Fat Kill）
- 克里夫·欧文 - 迪怀特
- 班尼西欧·狄奥·托罗 - 杰克
- 麦克尔·克拉克·邓肯 — Manute
- 布莱特妮·墨菲 - 沙莉
- 罗莎里奥·道森 — Gail
- 阿丽克西斯·布莱德尔 — Becky
- 青木戴文 — 美穗

### 黄色杂种（That Yellow Bastard）
- 布鲁斯·威利斯 - 哈迪
- 潔西卡·艾芭 - 南希
- 尼克·斯塔尔 - 小洛克／黄色坏蛋
- 迈克尔·麦德逊 - 鲍勃
- 鮑爾斯·布思 — 洛克议员